# 小松耕輔
小松 耕輔（こまつ こうすけ、1884年〈明治17年〉12月14日 - 1966年〈昭和41年〉2月3日）は、明治 - 昭和期の日本の作曲家・教育家・評論家。秋田県由利郡舘合村（後の玉米村、現在の由利本荘市）生まれ。東京音楽学校卒業。号は玉巌（ぎょくがん）。

## 経歴
1901年に上京して東京音楽学校選科に入学。1903年に同校本科に進み、ヴァイオリンを幸田延、ピアノと作曲をヘルマン・ハイドリヒ、和声法をノエル・ペリーに師事。1906年に東京キリスト教青年会会館で歌劇「羽衣」を初演。同年、同校を卒業し、研究科でアウグスト・ユンケルに声楽を師事。学習院講師。1920年に渡仏。パリ音楽院の聴講生として、シャルル＝マリー・ヴィドール、ポール・フォーシェ、ポール・ヴィダル、ヴァンサン・ダンディに作曲を師事した。1923年に帰国。
1927年、国民音楽協会を設立し、日本で初めて合唱コンクールを開催するなど、合唱を中心とする社会音楽の普及に尽力した。1928年には日本作曲者協会を設立し、理事長に就任。また、学習院大学、東京女子高等師範学校・お茶の水女子大学教授、日本大学教授、東邦音楽短期大学教授、東洋音楽短期大学講師などを歴任するとともに、大日本音楽著作権協会（現在のJASRAC）理事として著作権擁護に尽力した。
1958年、紫綬褒章受賞。1966年、勲四等旭日小綬章。
作曲家としては「母」「芭蕉」など、歌曲を中心に手がけ、森鷗外の詩「沙羅の木」にも曲をつけている。
1978年10月4日、出生地である東由利町立東由利中学校校庭に「小松耕輔音楽顕彰碑」が建立された。
弟に作曲家の小松平五郎、音楽家で仏文学者の小松清がいる。清はミュッセの翻訳や、山梨県立甲府第一高等学校､新潟県立見附高等学校等の校歌の作曲も手掛けた。

## 主な作品

### 器楽曲

#### ピアノ独奏曲
- 鬼火
- 高原の夜曲
- 奏鳴曲 ト長調

### 歌劇
- 羽衣
- 霊鐘

### 歌曲
- 芭蕉
- 泊り船
- 母
- 沙羅の木
- 砂丘の上
- 赤い夕日
- 垣の壊れ

### 童謡
- 電車
- お山の細みち

### 文部省唱歌
- 兵士[8]

### 合唱曲
- 哀歌

### 校歌
- 武蔵野美術大学校歌
- 私立豊橋商業学校校歌
- 千葉商科大学校歌
- 東京女学館校歌
- 千葉県立千葉商業高等学校校歌
- 茨城県立太田第一高等学校校歌
- 茨城県立下館第一高等学校校歌
- 愛媛県立今治西高等学校校歌
- 新潟市立浜浦小学校校歌
- 秋田県立角館高等学校校歌（若杉、駒草）
- 埼玉県春日部市立川辺小学校校歌
- 東京都台東区立金竜小学校校歌
- 横浜市立横浜商業高等学校校歌
- 秋田県立横手高等学校校歌
- 秋田県立横手城南高等学校校歌
- 秋田県立矢島高等学校校歌
- 秋田県立由利高等学校校歌
- 由利本荘市立直根小学校校歌
- 新潟市立内野中学校校歌
- 神奈川県立小田原高等学校校歌
- 岡山県立西大寺高等学校校歌
- 北海道滝川市立滝川第二小学校校歌
- 神奈川県立秦野高等学校校歌
- 広島県府中町立府中南小学校校歌

### 市町村歌
- 岩国市歌（初代）

## 著書
- 『歌劇羽衣』修文館 1906 NDLJP:854820

- 『乃木大将の歌』(作詞:吉丸一昌) 十字屋楽器店 1912 NDLJP:925263

- 『ピアノ独習之友』十字屋楽器店 1913 NDLJP:921156

- 『明治天皇皇太后陛下御詠唱歌集』十字屋楽器店 1913 NDLJP:913178
- 『西洋音楽の知識』アルス 1920 NDLJP:961609
- 『象牙の笛 小唄楽譜』アルス 1920 NDLJP:1088384
- 『沙羅の木 小松耕輔作曲集』アルス 1922 NDLJP:923924
- 『世界音楽遍路』アルス 1924 NDLJP:982285
- 『小夜曲 抒情楽譜』アルス 1926
- 『童謡作曲法』アルス 1926 NDLJP:1018852
- 『音楽と民衆』蘆田書店 1927 NDLJP:1189626
- 『現代仏蘭西音楽』アルス 1927 NDLJP:1171637
  - 『現代フランス音楽』音楽之友社 1950 NDLJP:2457266
- 『西洋音楽史』イデア書院 児童図書館叢書 1929 NDLJP:1224333
- 『楽譜の見方』誠文堂文庫 1932 NDLJP:1111223
- 『現代音楽の奔流』春秋社 1935 NDLJP:1232978
- 『ヴァーグナー 楽聖伝記叢書』共益商社 1936
  - 世界音楽家伝記叢書 全音楽譜出版社 1948
- 『西洋音楽史綱要』共益商社 1936 NDLJP:1220949
- 『モーツアルト 楽聖伝記叢書』共益商社書店 1937 NDLJP:1869366
- 『ドビュッシー 楽聖伝記叢書』共益商社 1938 NDLJP:1228175
  - 世界音楽家伝記叢書 全音楽譜出版社 1948
- 『ショパン 楽聖伝記叢書』共益商社、1939
  - 世界音楽家伝記叢書 全音楽譜出版社 1947
- 『音楽通論』共益商社、1943 のち全音楽譜出版社 1948
- 『国民学校教師の為の音楽理論と和声学』共益商社書店 1942 NDLJP:1460891
- 『和声学』春秋社 1942 NDLJP:1265932
- 『ベルリオーズ』世界音楽家伝記叢書 全音楽譜出版社 1947
- 『音楽史の教え方』音楽之友社 1948 新音楽教育叢書 NDLJP:11035033
- 『シューベルト』世界音楽家伝記叢書 全音楽譜出版社 1948 NDLJP:2459490
- 『西洋音楽史』革新社 1946
- 『バッハ』世界音楽家伝記叢書 全音楽譜出版社 1949
- 『ベートーヴェン』全音楽譜出版社 1949
- 『音楽の歴史』東洋館出版社 1951 NDLJP:2459107
- 『音楽の花ひらく頃 わが思い出の楽壇』音楽之友社・音楽文庫 1952 NDLJP:2460271
  - 『わが思い出の楽壇』音楽之友社 1961 NDLJP:2495166
- 『小松耕輔作曲選集 第1集』牛山充等編 小松耕輔作曲選集刊行会 1956
- 『懐しのメロディー 音楽家の回想』文芸春秋新社 1957 NDLJP:2482943
- 『小松耕輔作曲選集 第2集』堀内敬三、井上武士、小出浩平編 小松耕輔作曲選集刊行会 1966

### 共著・編著
- 『最新ピアノ教科書』編 三木楽器店 1912 NDLJP:946273
- 『中等唱歌名曲集』編 目黒書店 1929 NDLJP:1121104
- 『世界音楽全集 第11巻 日本童謡曲集 第1』編 春秋社 1930 NDLJP:1078003
- 『新日本小学唱歌』成田為三共編 宝文館 1931-1932
- 『ピアノ教則本 誰にもひけるピアノの弾き方』小松平五郎共著 春陽堂 1933 児童音楽叢書 NDLJP:1688357
- 『思ひ出のメロディー 楽聖逸話集』萩原英一共編 共益商社書店 1935 NDLJP:1210885
- 『日本愛國唱歌集』編著 アルス 1940 新日本兒童文庫
- 『日本歌曲全集 小松耕輔・本居長世・梁田貞・中山晋平』畑中良輔監修 音楽之友社 1993

### 翻訳
- ヘンリイ・エドワァド・クレエビイル『音楽の聴きかた』目黒書店 1920 NDLJP:964527
- クレエビイル『西洋音楽の聴き方』アルス 1924
- ジュール・マスネ『わが思ひ出』共益商社書店 1924 NDLJP:971862
- レイナルド・アーン『声楽講話』春秋社 1931 NDLJP:1181519
- ヴァンサン・ダンディ『ベートーヴェン 楽聖伝記叢書』共益商社書店 1935 NDLJP:1237286 のち音楽之友社音楽文庫 NDLJP:2466881
- ウーヂェーヌ・ウェイス『機械音楽の理論と構造』秋山峰三郎共訳 共益商社書店 1935 NDLJP:1237298
- アンリ・ラヴォア2世『フランス音楽史』フェルナン・ロビノー校訂増補 小松清共訳 音楽之友社 1958 NDLJP:2485760

## 脚註
1. 1 2  “小松耕輔年譜”.   東由利町企画課. 2020年2月4日閲覧。
2. 1 2  細川周平、片山杜秀 監修『日本の作曲家 近現代音楽人名事典』日外アソシエーツ、2008年、285-286頁。ISBN 978-4-8169-2119-3。
3. ↑  国立国会図書館デジタルコレクション 小松耕輔『歌劇羽衣』序、修文館、1906年（明治39年）。
4. ↑  国立国会図書館デジタルコレクション 小松耕輔『沙羅の木 : 小松耕輔作曲集』アルス、1920年（大正11年）。
5. ↑  新興作曲家連盟､日本現代音楽協会会員
6. ↑  デジタル版 日本人名大辞典+Plus「小松清(1)」の解説『小松清(1)』 - コトバンク
7. ↑  20世紀日本人名事典「小松 清」の解説『小松 清』 - コトバンク
8. ↑  大正少年唱歌合本 - 国立国会図書館デジタルコレクション

## リンク先
- 無料公開マンガふるさとの偉人「西洋音楽の伝道師 小松耕輔」 発行 秋田県由利本荘市 2022年年3月